# Мурзагалимов, Газис Габидулович
Газис Габидулович Мурзагали́мов (15 августа 1923 года — 11 июня 1990 года) — командир орудия 75-го истребительно-противотанкового артиллерийского полка (1-й механизированный корпус, 37-я армия, Степной фронт), младший сержант. Герой Советского Союза (1944).

## Биография
Родился 15 августа 1923 года в селе Накаево Аргаяшского кантона Башкирской АССР (ныне Аргаяшского района Челябинской области). Башкир. Образование начальное.
Призван в Красную Армию в мае 1942 года. С этого же года на фронте Великой Отечественной войны.
Младший сержант Газис Мурзагалимов совершил подвиг 17 августа 1943 года в бою у посёлка Полевая Дергачёвского района Харьковской области.
Из наградного листа:

«Командир орудия 75-го истребительно-противотанкового артиллерийского полка (1-й механизированный корпус, 37-я армия, Степной фронт) кандидат в члены ВКП(б) младший сержант Газис Мурзагалимов 17 августа 1943 года в бою у посёлка городского типа Полевая Дергачёвского района Харьковской области Украины артиллерийским огнём рассеял наступающего противника. 2 октября 1943 года, форсировав реку Днепр в районе села Мишурин Рог Верхнеднепровского района Днепропетровской области Украины, отважный артиллерист отбил контратаку пехоты и двенадцати танков противника, уничтожив вражеский танк».

Указом Президиума Верховного Совета СССР «О присвоении звания Героя Советского Союза генералам, офицерскому, сержантскому и рядовому составу Красной Армии» от 22 февраля 1944 года за «образцовое выполнение боевых заданий командования при форсировании реки Днепр, развитие боевых успехов на правом берегу реки и проявленные при этом отвагу и геройство» удостоен звания Героя Советского Союза с вручением ордена Ленина и медали «Золотая Звезда» (№ 2745).
Член ВКП(б) с 1946 года.
После войны до 1973 года работал литейщиком на заводе в городе Самарканде. Потом жил в городе Челябинске, где работал в литейном цехе Челябинского тракторного завода.
Скончался 11 июня 1990 года. Похоронен на кладбище деревни Тугузбаева Аргаяшского района.

## Награды
- Медаль «Золотая Звезда» Героя Советского Союза (22.02.1944)[2][4].
- Орден Ленина (22.02.1944).
- Орден Отечественной войны I степени (06.04.1985)[6].
- Орден Красной Звезды (29.08.1943)[7].

## Память
Имя Героя в Аргаяшском районе Челябинской области носят улица в деревне Илимбетово и Дербишевская школа. В городе Челябинске, на доме, где с 1982 по 1990 годы жил Герой, ему установлена мемориальная доска.